# Prvenstvo Hrvatske u boćanju 2011./12.
Prvenstvo Hrvatske u boćanju za sezonu 2011./12.

## Prva liga
| mj. | klub                          | ut. | pob. | ner. | por. | poen+ | poen- | bod |
| --- | ----------------------------- | --- | ---- | ---- | ---- | ----- | ----- | --- |
| 1.  | Trio Buzet                    | 18  | 17   | 0    | 1    | 339   | 129   | 34  |
| 2.  | Zrinjevac Zagreb              | 18  | 14   | 0    | 4    | 312   | 156   | 28  |
| 3.  | Istra Poreč                   | 18  | 13   | 0    | 5    | 292   | 176   | 26  |
| 4.  | Dr. Ante Starčević Zagreb     | 18  | 9    | 0    | 9    | 222   | 246   | 18  |
| 5.  | Vargon Rijeka                 | 18  | 8    | 1    | 9    | 245   | 223   | 17  |
| 6.  | Imotski                       | 18  | 7    | 0    | 11   | 204   | 264   | 14  |
| 7.  | Metković                      | 18  | 7    | 0    | 11   | 192   | 276   | 14  |
| 8.  | Marinići (Viškovo - Marinići) | 18  | 5    | 0    | 13   | 184   | 284   | 10  |
| 9.  | Solaris Šibenik               | 18  | 5    | 0    | 13   | 165   | 303   | 10  |
| 10. | Usluga Pazin                  | 18  | 4    | 1    | 13   | 185   | 283   | 9   |